# Boxmeer
Boxmeer es una ciudad de la provincia de Brabante Septentrional en los Países Bajos. El 30 de abril de 2017 tenía 28 771 habitantes en un área de 113,84 km², de los 2,33 km² corresponden a la superficie ocupada por el agua. Fue municipio hasta el 1 de enero de 2021, cuando pasó a formar parte de un nuevo municipio, Land van Cuijk. 
Durante el Antiguo Régimen, Boxmeer fue un señorío independiente. Los otros núcleos de población que componían el municipio son Beugen, Groeningen, Holthees, Maashees, Oeffelt, Overloon, Rijkevoort, Sambeek, Vierlingsbeek y Vortum-Mullem, todos ellos ahora forman parte de Land van Cuijk.

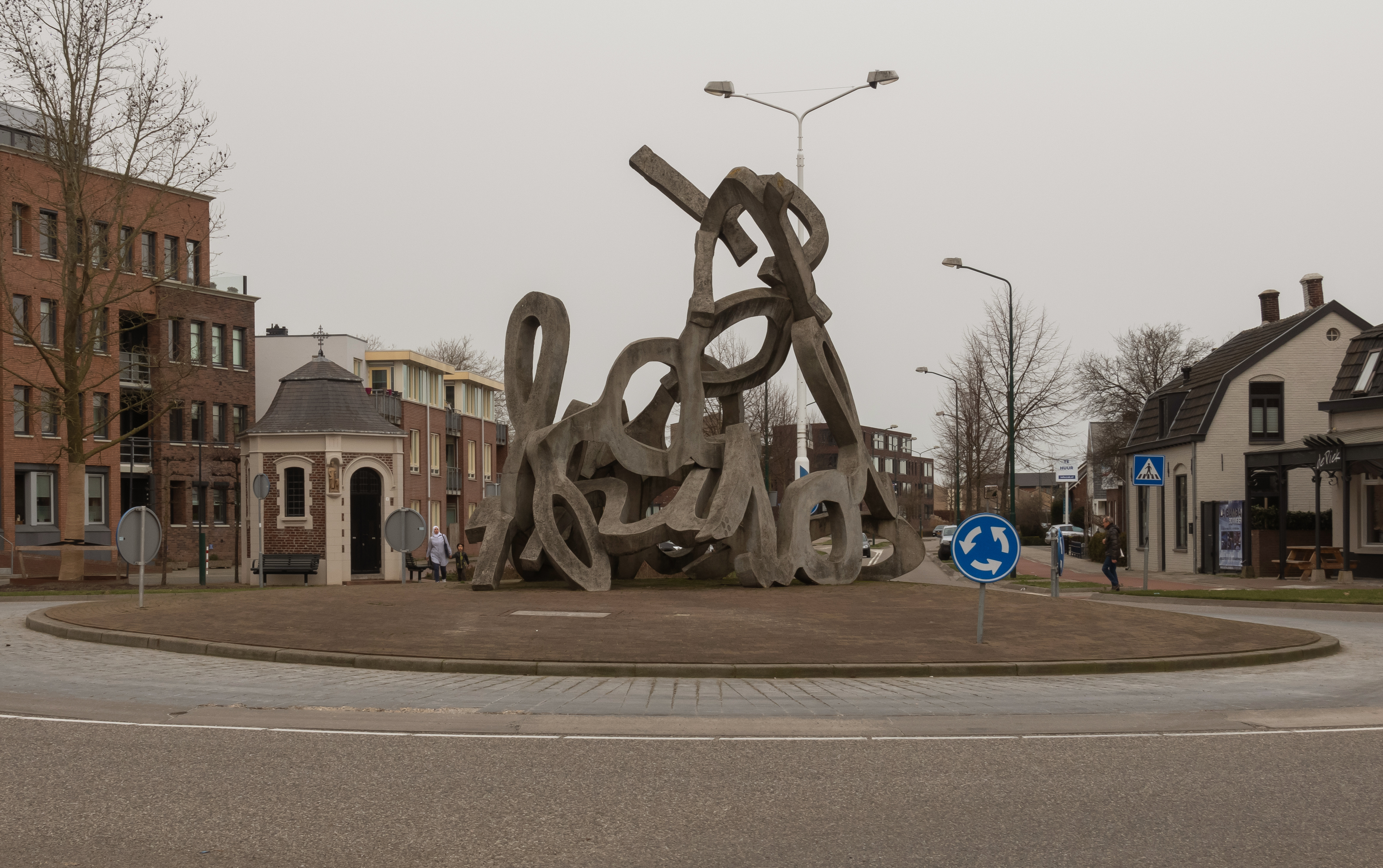
La escultura de la rotonda Spoorstraat-Steenstraat con la capilla de San Roque al fondo

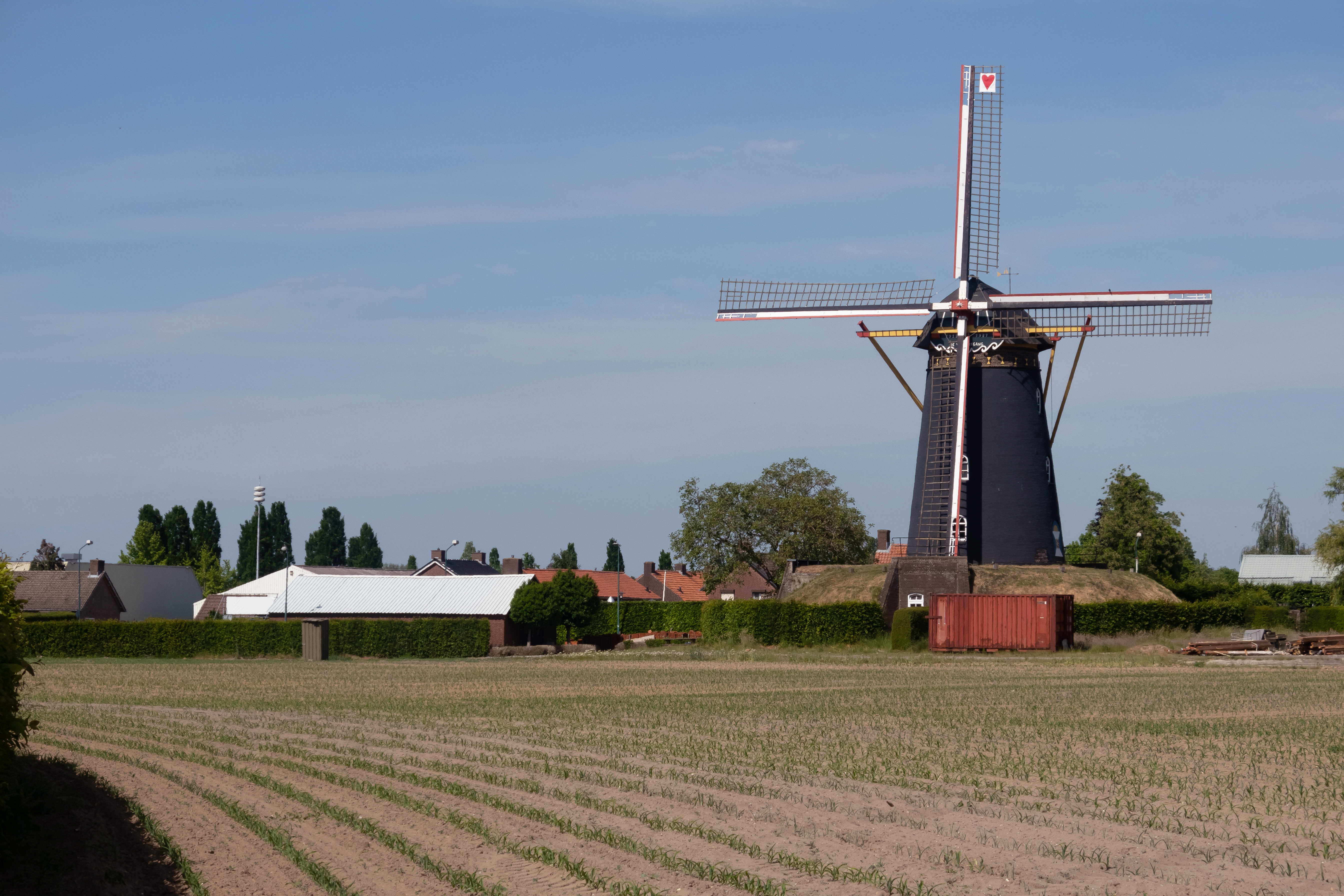
Oeffelt, el molino: molen de Vooruitgang